# ملک‌پایه
ملک‌پایه (ترکی آذربایجانی: Məlikpəyə) یک منطقهٔ مسکونی در جمهوری آرتساخ است که در استان کاشاتاق واقع شده‌است.